# Sociedade de Transportes Colectivos do Porto

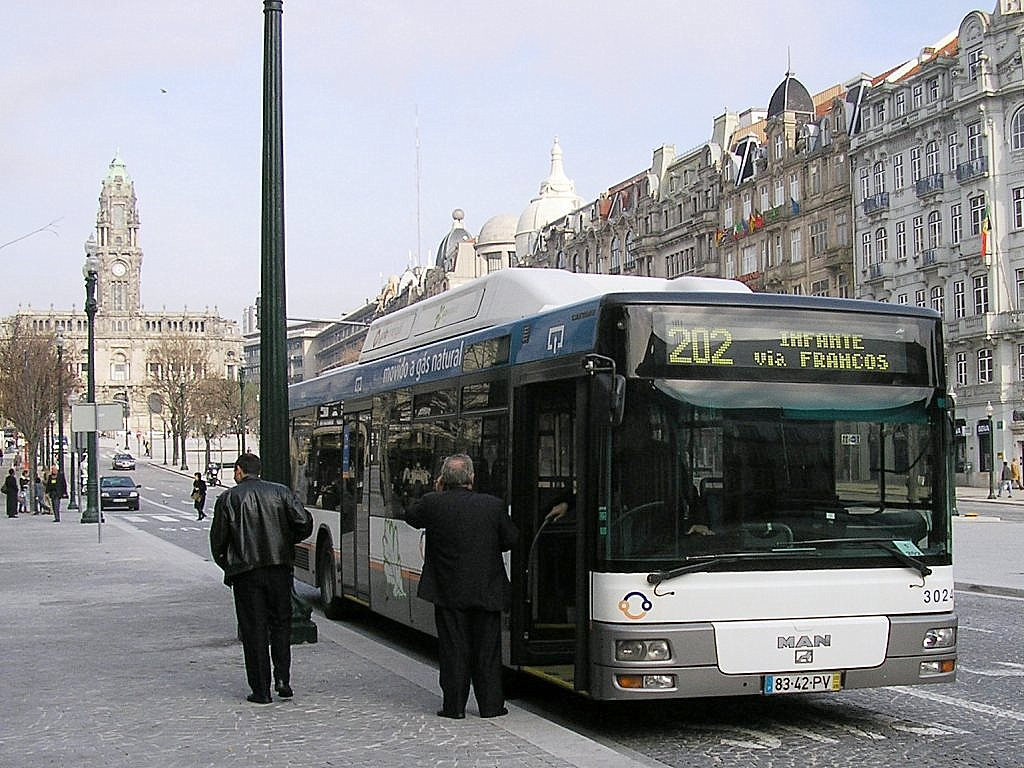
Porto: autobus MAN n. 3024 dello "STCP" sulla linea 202

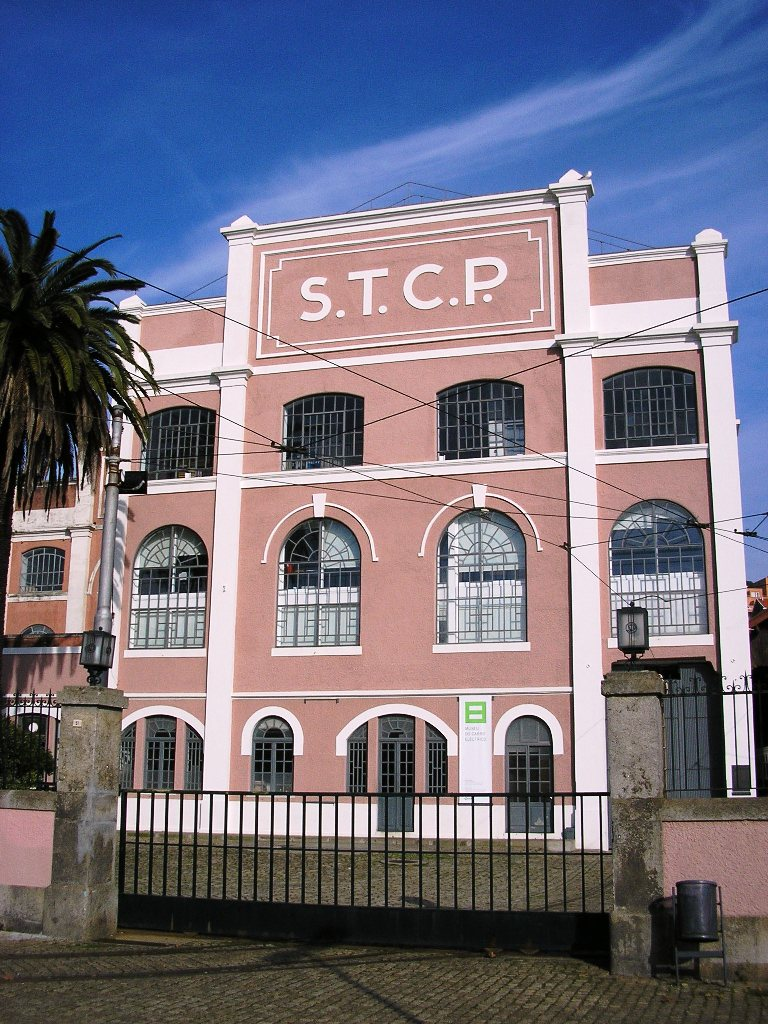
Facciata del Museo dei trasporti dello STCP

L'azienda Sociedade de Transportes Colectivos do Porto, spesso abbreviata in STCP, gestisce il trasporto pubblico nella città di Porto in Portogallo.

## Parco aziendale ed esercizio
La flotta dello "STCP", riconoscibile per la livrea bianco-azzurra, è costituita da circa 600 autobus (dei quali qoltre 200 a gas e 3 ad idrogeno) instradati su circa 70 linee (altre sono date in concessione a privati), diversi convogli della metropolitana, pochi tram impegnati su 3 linee e vagoni della linea funicolare (Elevator dos Guindais).

## Conservazione
Della rete filoviaria di Porto (1959-1997) restano oggi alcune vetture accantonate per fini museali (lo STCP gestisce infatti uno dei musei portoghesi più importanti del ramo), tra le quali la prima vettura che inaugurò il servizio ed un "Lancia bipiano" di costruzione italiana.
Nel 2003 due di questi esemplari accantonati sono stati ceduti a Coimbra, al momento unica città dell'intera Penisola Iberica a gestire filovie.

## Linee tranviarie

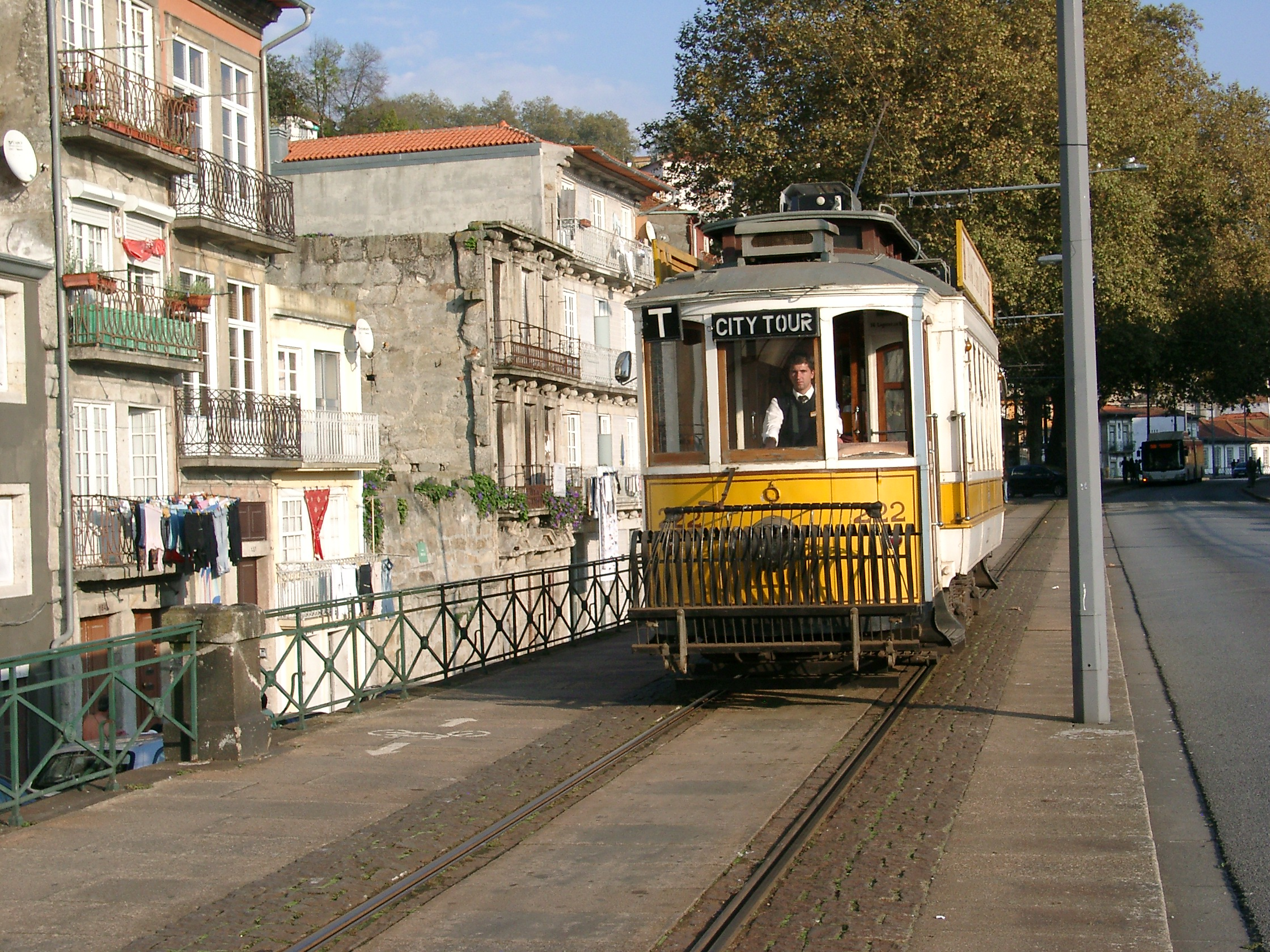
Eléctrico T

Nella città di Porto sono in funzione tre linee tranviarie numerate, oltre ad una quarta linea ad uso turistico:
- 1 - Massarelos - Passeio Alegre
- 18 - Massarelos - Carmo
- 22 - Batalha - Carmo
- T - Porto Tram City Tour